# Aubert (imię)
Aubert, Obert (?) – męskie imię germańskie, notowane w Polsce po raz pierwszy w 1229 roku w formie Aubertus. Drugi człon imienia, -bert, nie budzi wątpliwości. Wywodzi się on z pnia bercht, pochodzącego od germ. berhta – „jasny”. Pierwszy człon natomiast jest interpretowany różnie. Według Zygmunta Klimka wywodzi się on od germańskiego audha – „posiadanie, własność”, stsas. ōd, stwniem. ōt – „posiadanie, dobrobyt”. W Polsce człon ten występował w wariantach: Od, Ot, Op, Ut, Ub, Of, O, U, Aud (ten ostatni w pisowni romańskiej). Pierwszy człon zapisu Aubertus Klimek kwalifikuje jako zawierający człon audha w wariancie „O-”.
Maria Malec tłumaczy Aubertusa jako francuską postać imienia Albert (< Adalbert). Również Auguste Longnon wskazuje na francuskiego Auberta jako formę imienia Adalbert (Albert); według tego badacza A(da)lbert miesza się jednak w formie Aubert na gruncie fr. z imieniem św. Autberta (dwóch świętych o tym imieniu).
Franciszek Sowa jako wariant tego imienia traktuje formy Autbert, Aubert i Audobert, a etymologię pierwszego członu tłumaczy poprzez alde, alt – „stary, dawny”.
Aubert, Obert imieniny obchodzi:
- 16 czerwca, jako wspomnienie św. Autberta, biskupa Avranches, fundatora Mont Saint-Michel;
- 13 grudnia, jako wspomnienie św. Autberta, biskupa Cambrai i Arras.

Znane osoby noszące imię Aubert, Obert:
- Obert Mpofu – polityk zimbabweński, minister przemysłu i handlu międzynarodowego